# 永興路
永興路是中華人民共和國上海市靜安區一條東西走向道路，西起大統路，東至寶山路，全長3.1公里。寬13.5米至16.8米。道路始建於1917年。沿途有上海市市北中學。